# Яроцкий, Игнатий Акимович
Игнатий Акимович Яроцкий (28 мая 1801, неизвестно — 16 июля 1847) — русский врач-хирург, член Санкт-Петербургского общества русских врачей; надворный советник.

## Биография
Об его детстве информации практически не сохранилось, да и прочие биографические сведения о нём очень скудны и отрывочны; известно лишь что среднее образование Яроцкий получил в Киевской духовной семинарии, по окончании которой в 1825 году[уточнить] поступил в число казенных воспитанников Императорской Санкт-Петербургской медико-хирургической академии.
Награждённый при выпуске из академии в феврале 1825 года золотой медалью, он в том же году был назначен лекарем в лейб-гвардии Гренадерский полк, а в 1827 году переведён в лейб-гвардии Преображенский полк, с которым участвовал в 1831 году в усмирении польского восстания, в том числе при штурме Варшавы.
Удостоенный в 1833 году звания медико-хирурга, он через два года перешёл в гражданское ведомство врачом при Министерстве юстиции; последние же годы жизни служил в комиссии прошений.
С 1835 года Игнатий Акимович Яроцкий состоял постоянным сотрудником медицинского журнала «Друг здравия», в котором напечатал свои статьи: «Замечание о грибах» (1835 год, № 37) и «Разбор перевода общей терапии Гартмана» (1839 г., № 37). Кроме того, в этом журнале он поместил ряд рецензий на медицинские сочинения на иностранных языках. Его же перу принадлежат несколько статей в энциклопедическом лексиконе Плюшара (гофманские капли, грудь, гортанная чахотка, детское место, профессор Дельпеш, донник) и др.
Игнатий Акимович Яроцкий скончался от холеры 16 июля 1847 года. Похоронен на Свято-Троицком кладбище в Старом Петергофе.
За время службы Яроцкий был удостоен: ордена Святого Станислава 2-й степени (14 января 1844), ордена Святой Анны 3-й степени (13 октября 1831), медали «За взятие приступом Варшавы» (1832), знака отличия за военное достоинство 4-й степени (1832) и знака отличия беспорочной службы за XV лет (22 августа 1845).